# نصرة (اسم)
نصرة هو اسم علم مذكر من أصل عربي، ومعناه هو النصر مرة واحدة المناصرة المطرة التامة، وقد يسمون به الأنثى مثل نصرة إيلياس غريب من أديبات لبنان في القرن (19).

## شخصيات تحمل الاسم
- نصرة الحربي (31 يوليو 1989 – )
- نصرة الدين أمير أميران
- نصرة العقيل (القرن 20 – )
- نصرة علي أبوكر (15 سبتمبر 2004—)

## وصلات خارجية
- موسوعة السلطان قابوس لأسماء العرب